# Leopoldo I di Lippe
Leopoldo I di Lippe (Detmold, 2 dicembre 1767 – Detmold, 5 novembre 1802) fu conte di Lippe-Detmold dal 1782 al 1789, quando venne creato primo principe di Lippe.

## Biografia
Leopoldo nacque a Detmold, figlio del conte Simone Augusto di Lippe-Detmold (1727-1782) e della sua seconda moglie, la principessa Maria Leopoldina di Anhalt-Dessau (1746-1769).
Studiò a Dessau e, quando raggiunse i 18 anni, venne inviato a completari gli studi all'Università di Lipsia. Succedette al padre come conte di Lippe-Detmold alla di lui morte, il 1º maggio 1782, e rimase con questo titolo sinché Lippe non venne elevata a principato del Sacro Romano Impero nel 1789; in questa data assunse il titolo di principe e mantenne il numerale di Leopoldo I.
Sposò la principessa Paolina Cristina di Anhalt-Bernburg (1769-1820) il 2 gennaio 1796 a Ballenstedt.
Leopoldo morì a Detmold e gli succedette il figlio maggiore, Leopoldo II

## Matrimonio e figli
Dal matrimonio di Leopoldo I di Lippe con la principessa Paolina di Anhalt-Bernburg, nacquero i seguenti figli:
- Leopoldo (6 novembre 1796 – 1º gennaio 1851), principe di Lippe
- Federico (8 dicembre 1797 – 20 ottobre 1854)
- Luisa (17 - 18 luglio 1800)

## Ascendenza
|                                              |                                 |                                               | Genitori                                      |  |  | Nonni |  |  | Bisnonni                            |  |  | Trisnonni                          |  |
|                                              |                                 |                                               |                                               |  |  |       |  |  | 8. Federico Adolfo di Lippe-Detmold |  |  | 16. Simone Enrico di Lippe-Detmold |  |
|                                              |                                 |                                               |                                               |  |  |       |  |  | 8. Federico Adolfo di Lippe-Detmold |  |  | 16. Simone Enrico di Lippe-Detmold |  |
|                                              |                                 | 17. Amalia di Dohna-Vianen                    |                                               |  |  |       |  |  | 8. Federico Adolfo di Lippe-Detmold |  |  |                                    |  |
| 4. Simone Enrico Adolfo di Lippe-Detmold     |                                 |                                               |                                               |  |  |       |  |  | 8. Federico Adolfo di Lippe-Detmold |  |  |                                    |  |
|                                              |                                 | 9. Giovanna Elisabetta di Nassau-Dillenburg   | 18. Adolfo di Nassau-Schaumburg               |  |  |       |  |  |                                     |  |  |                                    |  |
|                                              |                                 | 9. Giovanna Elisabetta di Nassau-Dillenburg   | 18. Adolfo di Nassau-Schaumburg               |  |  |       |  |  |                                     |  |  |                                    |  |
|                                              |                                 | 9. Giovanna Elisabetta di Nassau-Dillenburg   | 19. Elisabetta Carlotta Melander di Holzappel |  |  |       |  |  |                                     |  |  |                                    |  |
| 2. Simone Augusto di Lippe-Detmold           |                                 | 9. Giovanna Elisabetta di Nassau-Dillenburg   |                                               |  |  |       |  |  |                                     |  |  |                                    |  |
|                                              |                                 | 10. Giorgio Augusto di Nassau-Idstein         | 20. Giovanni di Nassau-Idstein                |  |  |       |  |  |                                     |  |  |                                    |  |
|                                              |                                 | 10. Giorgio Augusto di Nassau-Idstein         | 20. Giovanni di Nassau-Idstein                |  |  |       |  |  |                                     |  |  |                                    |  |
|                                              |                                 | 10. Giorgio Augusto di Nassau-Idstein         | 21. Anna di Leiningen-Dagsburg-Falkenburg     |  |  |       |  |  |                                     |  |  |                                    |  |
| 5. Giovannetta Guglielmina di Nassau-Idstein |                                 | 10. Giorgio Augusto di Nassau-Idstein         |                                               |  |  |       |  |  |                                     |  |  |                                    |  |
|                                              |                                 | 11. Enrichetta Dorotea di Oettingen-Oettingen | 22. Alberto Ernesto I di Oettingen            |  |  |       |  |  |                                     |  |  |                                    |  |
|                                              |                                 | 11. Enrichetta Dorotea di Oettingen-Oettingen | 22. Alberto Ernesto I di Oettingen            |  |  |       |  |  |                                     |  |  |                                    |  |
|                                              |                                 | 11. Enrichetta Dorotea di Oettingen-Oettingen | 23. Cristiana Federica di Württemberg         |  |  |       |  |  |                                     |  |  |                                    |  |
| 1. Leopoldo I di Lippe                       |                                 | 11. Enrichetta Dorotea di Oettingen-Oettingen |                                               |  |  |       |  |  |                                     |  |  |                                    |  |
|                                              | 12. Leopoldo I di Anhalt-Dessau | 24. Giovanni Giorgio II di Anhalt-Dessau      |                                               |  |  |       |  |  |                                     |  |  |                                    |  |
|                                              | 12. Leopoldo I di Anhalt-Dessau | 24. Giovanni Giorgio II di Anhalt-Dessau      |                                               |  |  |       |  |  |                                     |  |  |                                    |  |
|                                              | 12. Leopoldo I di Anhalt-Dessau | 25. Enrichetta Caterina d'Orange              |                                               |  |  |       |  |  |                                     |  |  |                                    |  |
| 6. Leopoldo II di Anhalt-Dessau              | 12. Leopoldo I di Anhalt-Dessau |                                               |                                               |  |  |       |  |  |                                     |  |  |                                    |  |
|                                              |                                 | 13. Anna Luisa Föhse                          | 26. Rodolfo Föhse                             |  |  |       |  |  |                                     |  |  |                                    |  |
|                                              |                                 | 13. Anna Luisa Föhse                          | 26. Rodolfo Föhse                             |  |  |       |  |  |                                     |  |  |                                    |  |
|                                              |                                 | 13. Anna Luisa Föhse                          | 27. Agnese Ohme                               |  |  |       |  |  |                                     |  |  |                                    |  |
| 3. Maria Leopoldina di Anhalt-Dessau         |                                 | 13. Anna Luisa Föhse                          |                                               |  |  |       |  |  |                                     |  |  |                                    |  |
|                                              |                                 | 14. Leopoldo di Anhalt-Köthen                 | 28. Emmanuele Lebrecht di Anhalt-Köthen       |  |  |       |  |  |                                     |  |  |                                    |  |
|                                              |                                 | 14. Leopoldo di Anhalt-Köthen                 | 28. Emmanuele Lebrecht di Anhalt-Köthen       |  |  |       |  |  |                                     |  |  |                                    |  |
|                                              |                                 | 14. Leopoldo di Anhalt-Köthen                 | 29. Gisella Agnese von Rath                   |  |  |       |  |  |                                     |  |  |                                    |  |
| 7. Gisella Agnese di Anhalt-Köthen           |                                 | 14. Leopoldo di Anhalt-Köthen                 |                                               |  |  |       |  |  |                                     |  |  |                                    |  |
|                                              |                                 | 15. Federica Enrichetta di Anhalt-Bernburg    | 30. Carlo Federico di Anhalt-Bernburg         |  |  |       |  |  |                                     |  |  |                                    |  |
|                                              |                                 | 15. Federica Enrichetta di Anhalt-Bernburg    | 30. Carlo Federico di Anhalt-Bernburg         |  |  |       |  |  |                                     |  |  |                                    |  |
|                                              |                                 | 15. Federica Enrichetta di Anhalt-Bernburg    | 31. Sofia Albertina di Solms-Sonnenwalde      |  |  |       |  |  |                                     |  |  |                                    |  |
|                                              |                                 | 15. Federica Enrichetta di Anhalt-Bernburg    |                                               |  |  |       |  |  |                                     |  |  |                                    |  |